# Копійкі
Копійкі (пол. Kopijki, нім. Goldenau) — село в Польщі, у гміні Простки Елцького повіту Вармінсько-Мазурського воєводства.
Населення — 148 осіб (2011).
У 1975-1998 роках село належало до Сувальського воєводства.

## Демографія
Демографічна структура станом на 31 березня 2011 року:
|          | Загалом | Допрацездатний вік | Працездатний вік | Постпрацездатний вік |
| -------- | ------- | ------------------ | ---------------- | -------------------- |
| Чоловіки | 76      | 14                 | 52               | 10                   |
| Жінки    | 72      | 17                 | 32               | 23                   |
| Разом    | 148     | 31                 | 84               | 33                   |